# Institut au service du spatial, de ses applications et technologies
L'Issat, Institut au service du spatial, de ses applications et technologies est une association créée en 1995 et régie par la loi de 1901.

## Principales missions
- Animer et promouvoir les capacités de Toulouse et de la région en matière d'enseignement spatial (scolaire, académique et formation continue).
- Contribuer au développement des compétences françaises et européennes pour le XXIe siècle dans le domaine de l'espace.
- Stimuler, en particulier auprès des jeunes, l'intérêt pour les sciences et la technologie en faisant notamment appel au spatial.
- Contribuer au rayonnement international du « Toulouse spatial ».

## Membres
L'ISSAT compte parmi ses membres des personnes physiques, et les personnes morales suivantes :
- Centre national d'études spatiales (CNES) ;
- École nationale de l'aviation civile (ENAC) ;
- Institut national polytechnique de Toulouse (INPT) ;
- Institut polytechnique des sciences avancées (IPSA);
- Institut supérieur de l'aéronautique et de l'espace (ISAE-SUPAERO) ;
- Université Toulouse III Paul Sabatier (UT3).